# Kiraztepe, İkizce
Kiraztepe là một xã thuộc huyện İkizce, tỉnh Ordu, Thổ Nhĩ Kỳ. Dân số thời điểm năm 2010 là 237 người.